# Sarreaus
Sarreaus ist eine spanische Gemeinde (Concello) mit 1.069 Einwohnern (Stand: 2024) in der Provinz Ourense der Autonomen Gemeinschaft Galicien.

## Geografie
Sarreaus liegt ca. 36 Kilometer südsüdöstlich der Provinzhauptstadt Ourense in einer durchschnittlichen Höhe von ca. 645 m. 

## Bevölkerungsentwicklung der Gemeinde
Quelle: INE-Archiv – grafische Aufarbeitung für Wikipedia

## Gemeindegliederung
Die Gemeinde Sarreaus ist in neun Parroquias gegliedert:
| Parroquias     | Patrozinium          | Einwohner 2024 | Fläche km² | Dichte Einw./km² | Höhe msnm | Ortskennzahl |
| -------------- | -------------------- | -------------- | ---------- | ---------------- | --------- | ------------ |
| Bresmaus       | San Bartolomeu       | 49             | 4,04       | 12               | 698       | 32078010000  |
| Codosedo       | Santa María          | 106            | 12,78      | 8                | 674       | 32078020000  |
| Cortegada      | San Xoán             | 218            | 15,27      | 14               | 631       | 32078030000  |
| O Freixo       | Santiago             | 107            | 10,64      | 10               | 693       | 32078040000  |
| Lodoselo       | Santa María          | 142            | 8,68       | 16               | 638       | 32078050000  |
| Nocelo da Pena | San Lourenzo         | 145            | 7,66       | 19               | 697       | 32078060000  |
| Paradiña       | Santa María Madanela | 55             | 6,37       | 9                | 902       | 32078070000  |
| Perrelos       | Santa María          | 75             | 5,23       | 14               | 640       | 32078080000  |
| Sarreaus       | San Salvador         | 198            | 6,62       | 30               | 646       | 32078090000  |

## Wirtschaft
| Ackerbau, Viehzucht und Fischerei                                                  | 060 | 020,91 |
| Industrie                                                                          | 024 | 08,36  |
| Bauwirtschaft                                                                      | 030 | 010,45 |
| Dienstleistungsbetriebe                                                            | 173 | 060,28 |
| Total                                                                              | 287 | 100,00 |
| * Daten aus dem Statistischen Amt für Wirtschaftliche Entwicklung in Galicien, IGE |     |        |

## Sehenswürdigkeiten
- Reste der Burg von San Miguel und der Mühlen
- Johanniskirche in Cortegada
- Marienkirche in Codosedo
- Marienkirche in Lodoselo
- Marienkirche in Perrelos
- Marienkirche in Sarreaus

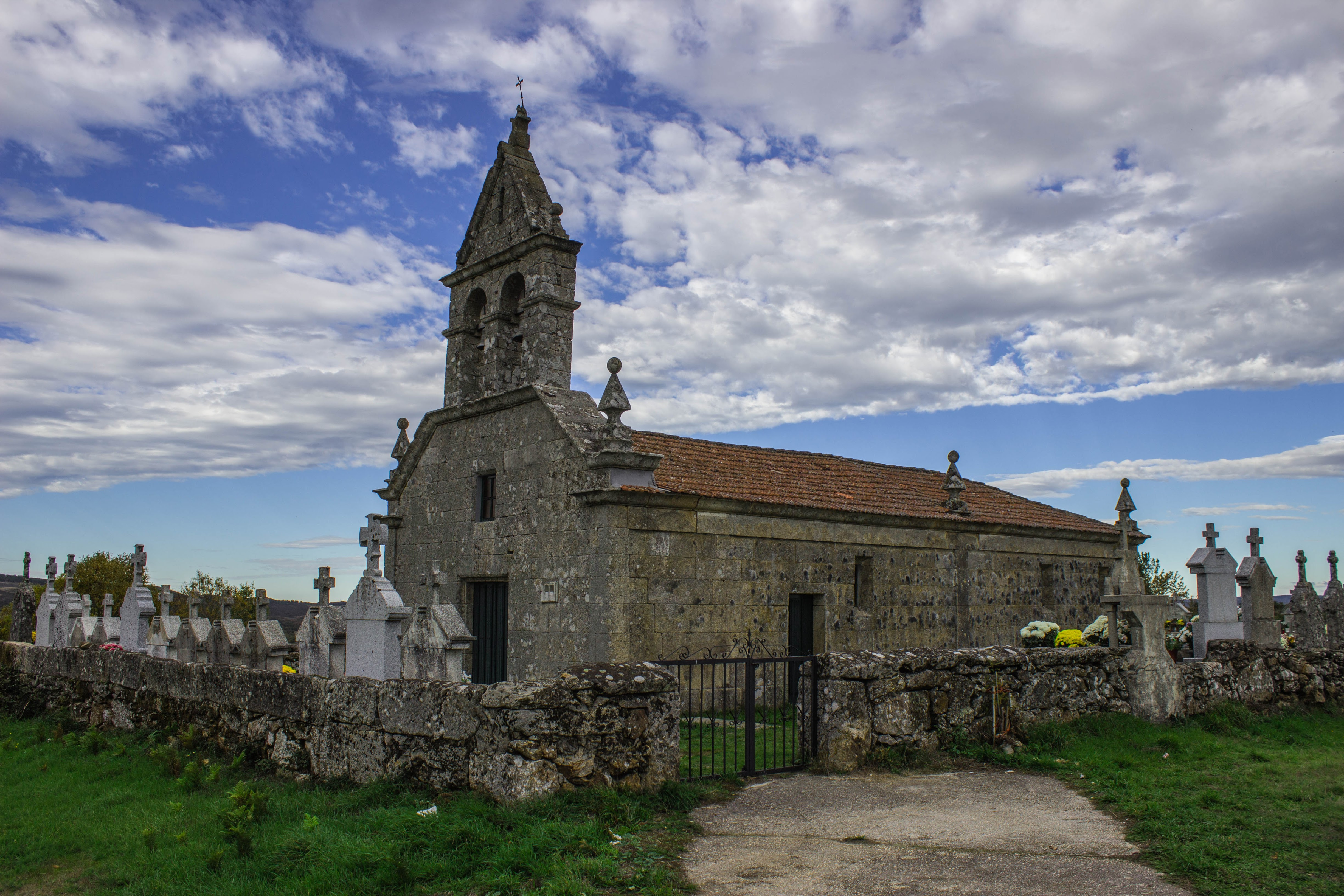
Martinskirche
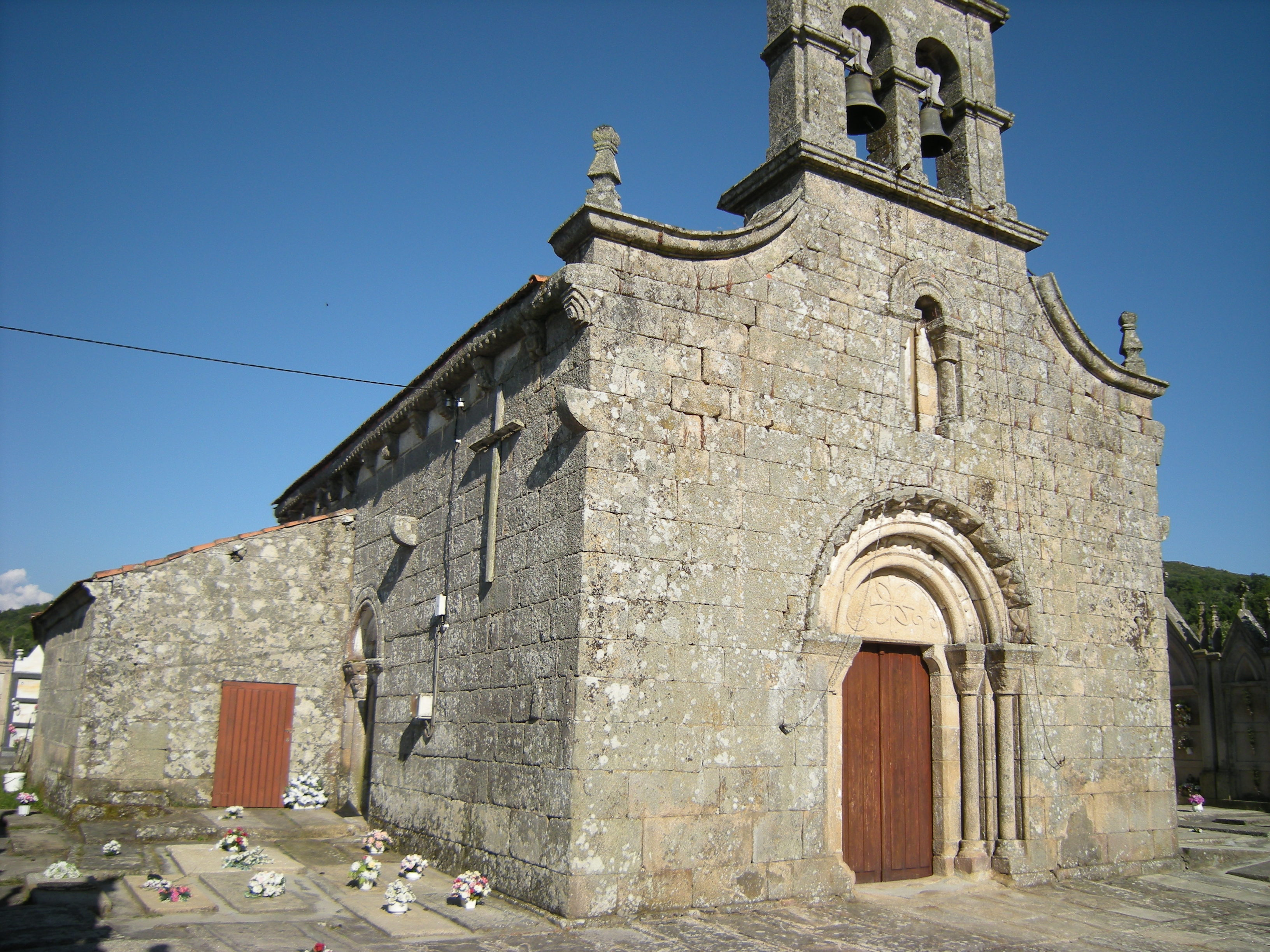
Johanniskirche
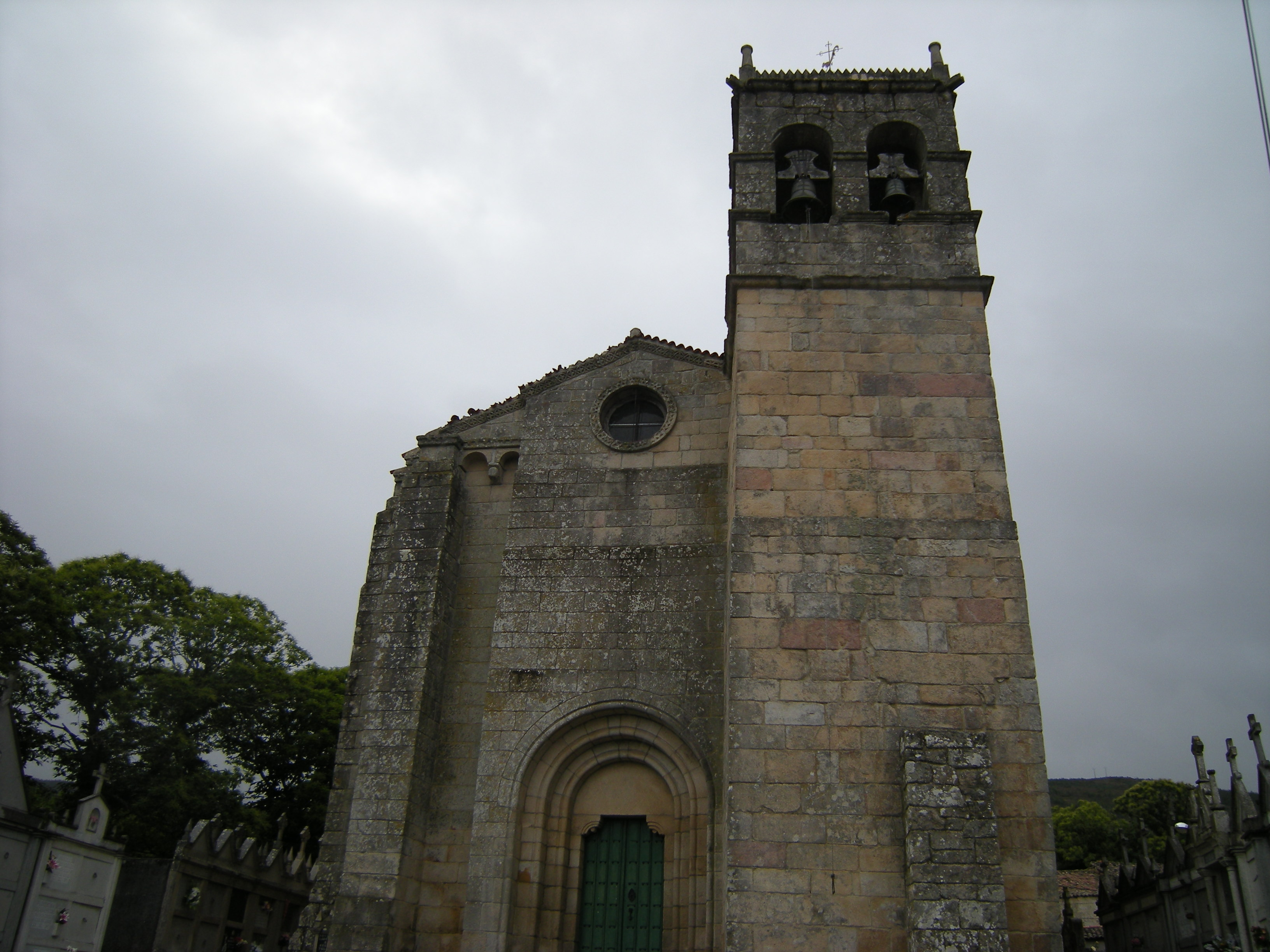
Marienkirche (Codosedo)
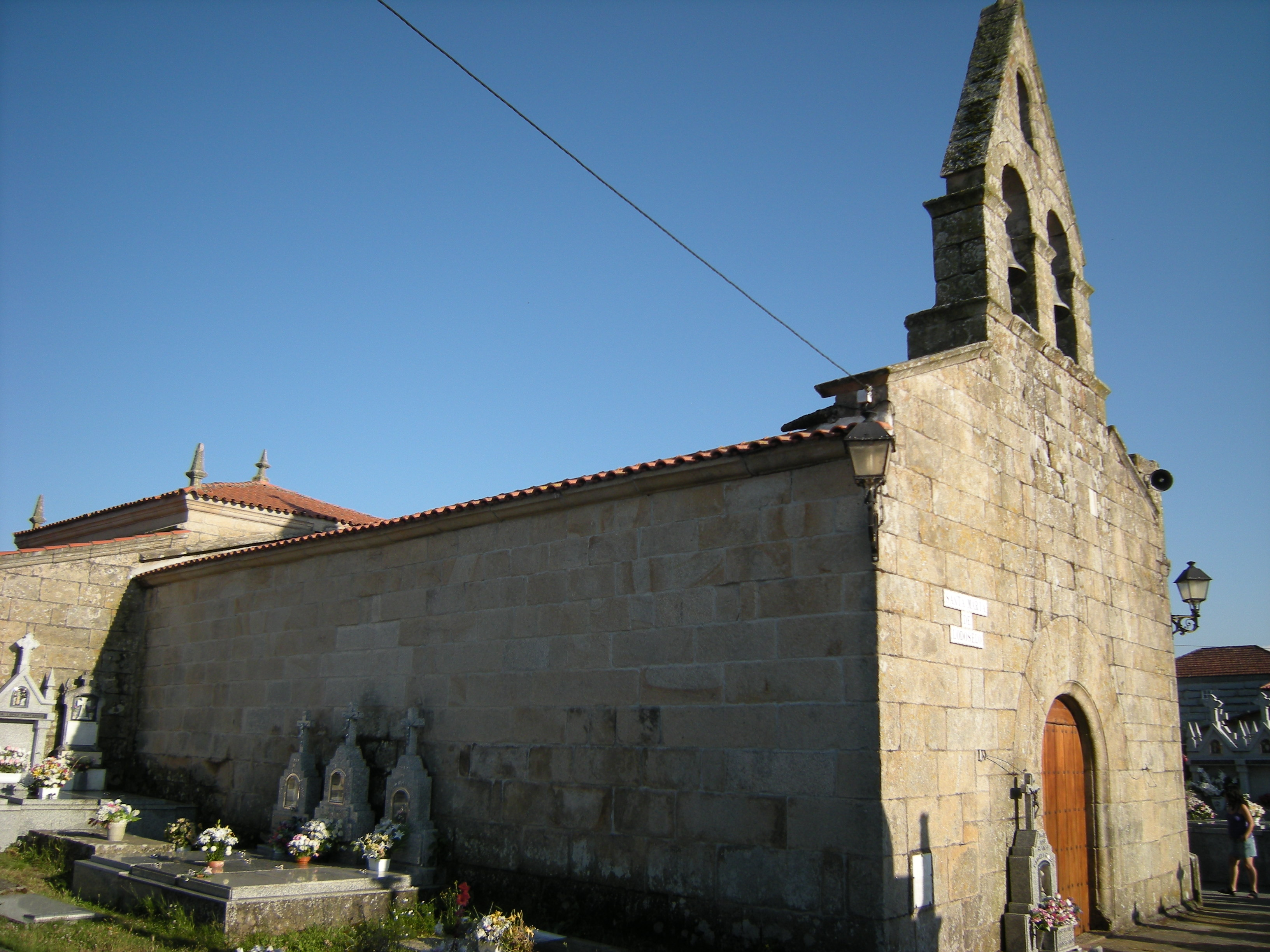
Marienkirche (Lodoselo)
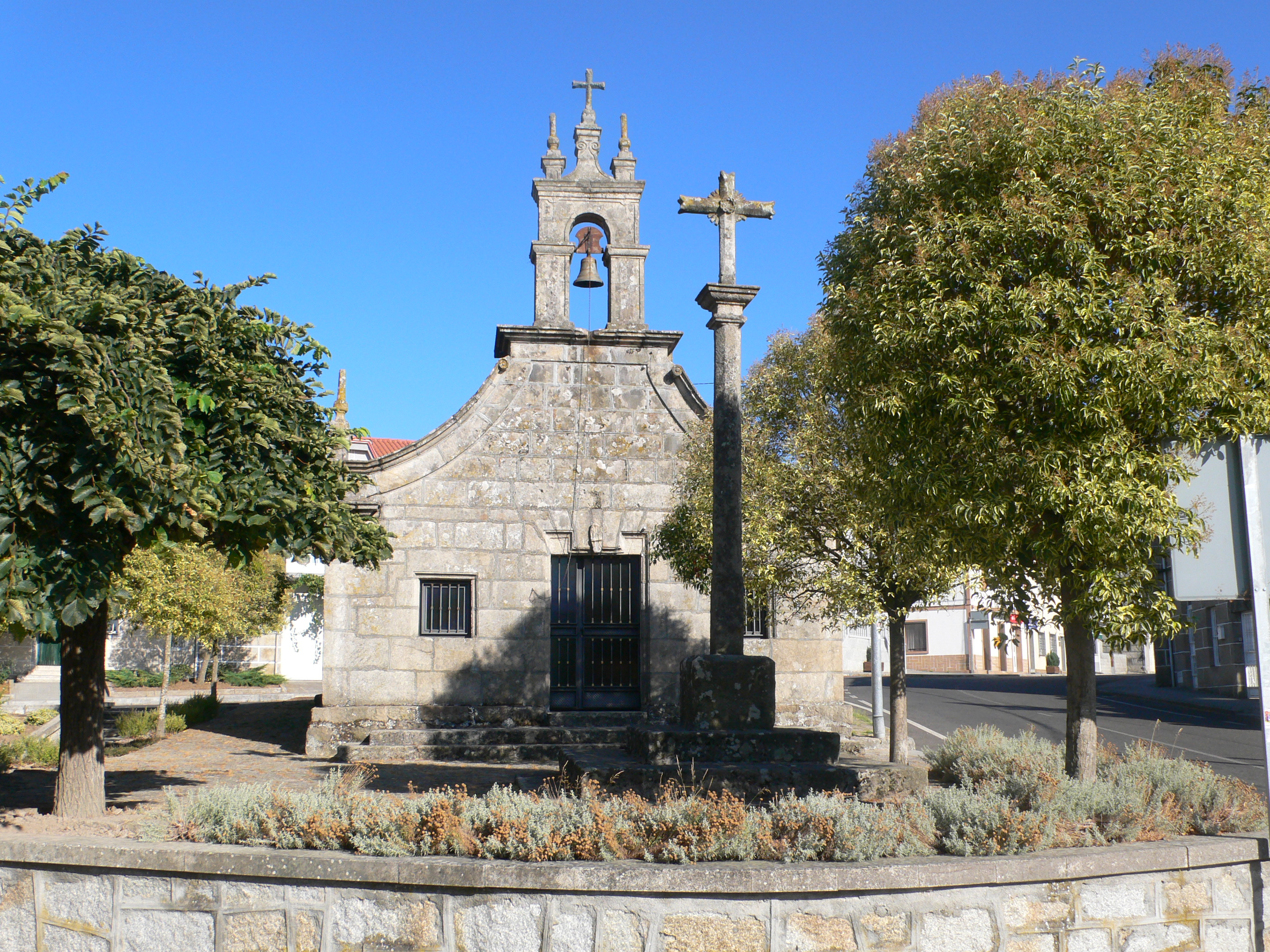
Marienkirche (Sarreaus)
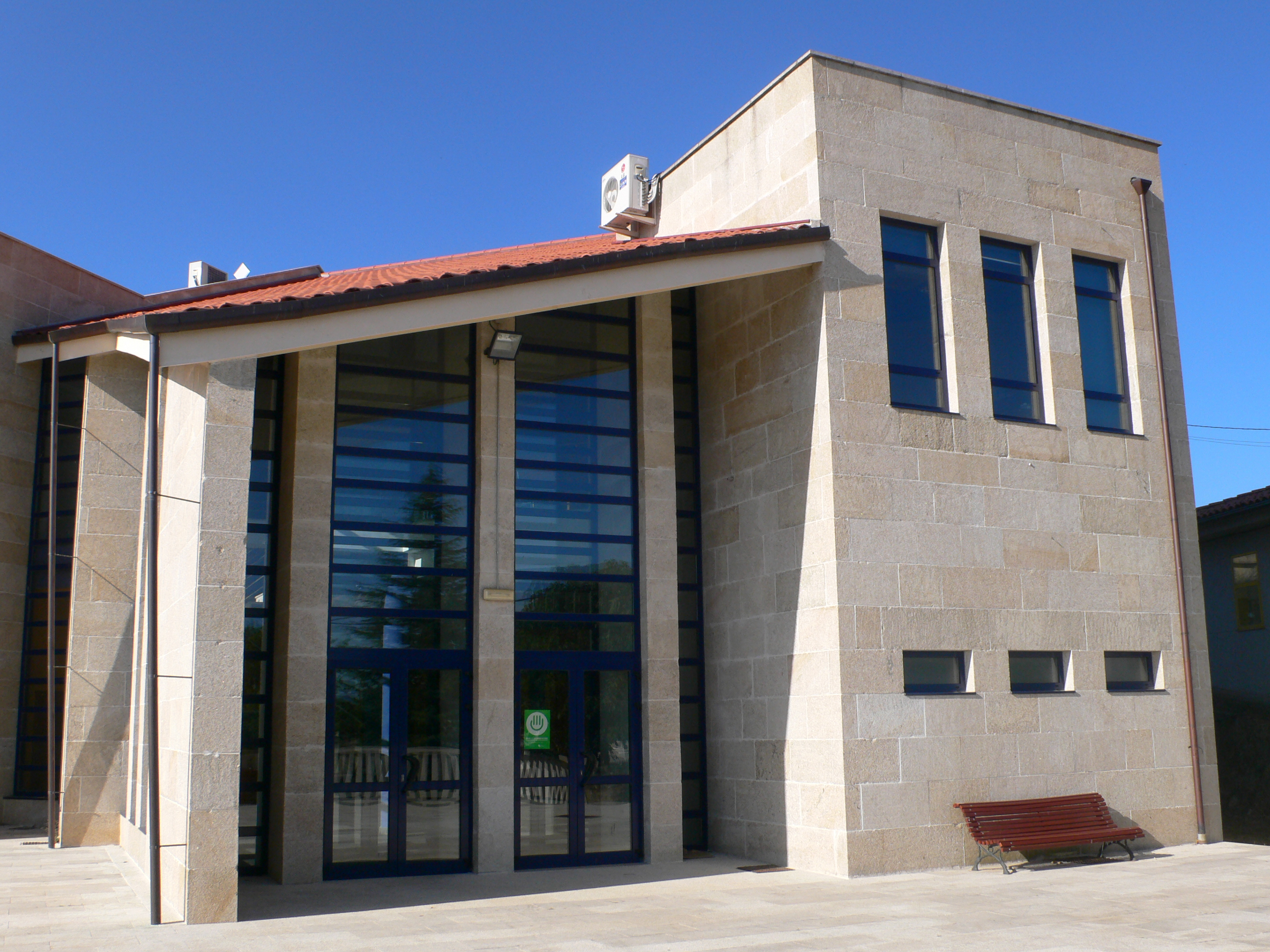
Rathaus

## Persönlichkeiten
- José Rodríguez Carballo (* 1953), Franziskaner, Erzbischof von Mérida-Badajoz ab 2024